# Кныш, Ренальд Иванович
Ренальд Иванович Кныш (бел. Рэнальд Іванавіч Кныш; 10 сентября 1931, Копыль, Минская область — 19 апреля 2019, Гродно) — советский и белорусский тренер по спортивной гимнастике. Заслуженный тренер БССР и СССР, Почётный гражданин города Гродно (1972).

## Биография
Родился в семье учителей. В 1937 году отец будущего тренера, Иван Петрович Кныш, переехал вместе с семьёй в деревню Старая Рудня Жлобинского района, опасаясь репрессий. В деревне Ренальд Кныш закончил два класса местной школы, а после начала войны эвакуировался с мамой Любовью Цихановной и сестрой в деревню Лапаз Мустаевского района Чкаловской области. В конце 1944 года перебрался жить в Гродно, куда был по работе направлен его отец.
В 1949 году Кныш стал абсолютным чемпионом БССР среди юниоров. 
В 1950 году закончил десять классов школы и поступил на физико-математический факультет Гродненского педагогического института, но уже через год перевёлся на второй курс Минского института физкультуры, который окончил заочно в 1955 году.
С 1953 года работал тренером в Гродненской детской спортивной школе № 3 в секции спортивной гимнастики. Был тренером двух олимпийских чемпионок ― Елены Волчецкой и Ольги Корбут, а также чемпионки СССР Тамары Алексеевой. За время своей работы тренером изобрёл около 30 новых элементов в спортивной гимнастике, за что был удостоен почётного звания «Заслуженный тренер СССР» в 1964 году (звание заслуженного тренера БССР получил двумя годами ранее). После Олимпиады 1972 года в составе советской делегации встречался с президентом США Ричардом Никсоном.
В 1972 году стал Почётным гражданином города Гродно. В 1974 году получил звание «Заслуженный деятель физической культуры БССР».
После Олимпийских игр 1980 года, конфликта с Ольгой Корбут и попытки самоубийства одной из его подопечных был вынужден покинуть спорт. Проживал в Минеральных Водах, Таллине, Калининграде. В 1989 году вернулся в Гродно. Писал стихи (начал увлекаться стихосложением в три года) и мемуары. Продолжал работать над составлением пособий, которые использовались российскими спортсменами при подготовке к Олимпиаде-2012, но в советские годы не снискали одобрения у спортивного руководства.
Скончался в Гродно ночью 19 апреля 2019. Похоронен на аллее героев гродненского кладбища «Секрет».
1 апреля 2022 года состоялось открытие мемориальной доски Ренальду Кнышу в городе Гродно на здании по улице Кирова, 4, где Кныш жил с 1941 по 1977 год.

## Семья
Сестра ― Зарема Ивановна Трофимович, педагог, преподавала русский язык и литературу, писатель. Жила в городе Слоним. Ее муж ― Михаил Георгиевич Трофимович, педагог, преподавал математику.
1-й брак  ― Тамара Степановна Алексеева (род. в 1942), гимнастка, мастер спорта, чемпионка СССР в опорных прыжках (1964). Кныш был ее тренером. В браке родилась дочь.
2-й брак  ― Ольга Николаевна Кныш (они с женой однофамильцы), также бывшая гимнастка. В настоящий момент[уточнить] работает тренером. Дочь ― Евгения Ренальдовна Гордон (род. в 1987).

## Работы и произведения
- «Как делать олимпийских чемпионов» (2002)
- «Избранное» (2001)
- «Утро туманное» (2003)
- «В тени спорта» (2007)

## Награды и звания
- Звание «Заслуженный тренер БССР» (1962).
- Звание «Заслуженный тренер СССР» (1964).
- Почётный гражданин города Гродно[10]. 27 сентября 1972 года присвоено звание Почётного гражданина города Гродно за большой личный вклад в развитие физической культуры и спорта, подготовку спортсменов высокого класса, высококвалифицированных тренеров-преподавателей и социально-культурного развития г. Гродно.
- Звание «Заслуженный деятель физической культуры БССР» (1974).